# Eberhard Warkehr
Eberhard Warkehr (* 2. Oktober 1932 in Dorstadt, Landkreis Wolfenbüttel, Niedersachsen; † 7. Oktober 2017) war ein deutscher Chemiker, Hochschullehrer, Hochschulrektor und Kommunalpolitiker.

## Leben und Wirken
Eberhard Warkehr promovierte im Jahre 1964 an der TH Braunschweig. Thema seiner Dissertation war: „Ein ultraviolettes Absorptionsspektrum des zweiatomigen Siliziums“. Warkehr war zunächst Dozent an der Staatlichen Chemieschule Darmstadt. Von 1971 bis 1996 war er Professor an der Fachhochschule Darmstadt. In den Jahren 1975–1979 war er Rektor der Fachhochschule Darmstadt. Warkehr war Professor im Fachbereich Chemische Technologie im Fachgebiet Meß- und Regelungstechnik/Verfahrenstechnik. Er war auch im Dekanat des Fachbereichs tätig.

## Politik
Eberhard Warkehr war von 1972 bis 2006 Mitglied der Gemeindevertretung von Roßdorf. In den Jahren 1977–1981 war er stellvertretender Vorsitzender des Haupt- und Finanzausschusses. Von 1981 bis 1985 war er Vorsitzender des Haupt- und Finanzausschusses. 1983–1989 war Warkehr Fraktionsvorsitzender der Roßdörfer SPD im Gemeindeparlament. Von 1987 bis 1996 war er Mitglied in der Betriebskommission der Gemeinde Roßdorf. 1997–2006 war er stellvertretender Vorsitzender des Seniorenbeirates der Gemeinde Roßdorf. Von 2001 bis 2006 war Warkehr Vorsitzender der Gemeindeparlaments von Roßdorf.
Warkehr war fast 53 Jahre lang Mitglied der SPD.

## Ehrungen
Am 23. Juni 2006 wurde Warkehr zum Ehrenbürger der Gemeinde Roßdorf ernannt.

## Privates
Am 7. Oktober 2017 verstarb Eberhard Warkehr an den Folgen eines häuslichen Unfalls. Er war verheiratet und hatte drei Kinder und sechs Enkelkinder. Eberhard Warkehr wohnte mit seiner Familie von 1968 bis zu seinem Tod in Roßdorf. Zu seinen Hobbys zählten Gärtnern, Kegeln und Skatspielen. Daneben beschäftigte er sich intensiv mit Geschichte.